# Horisme ligaminata
Horisme ligaminata är en fjärilsart som beskrevs av Evans 1844. Horisme ligaminata ingår i släktet Horisme och familjen mätare. Inga underarter finns listade i Catalogue of Life.